# Bahnhof Wartha (Werra)
Der Bahnhof Wartha (Werra) ist ein Bahnhof im Ort Wartha in Thüringen. Der ehemalige Grenzbahnhof liegt im Norden der Gemarkung des heutigen Stadtteils von Eisenach.
Der Bahnhof an der Thüringer Bahn war bis in die 1960er Jahre Trennungsbahnhof zur dort abzweigenden Strecke nach Schwebda über Creuzburg, Mihla und Treffurt. Heute dient er nur noch betrieblichen Aufgaben und wird nicht mehr für den Personenverkehr genutzt.

## Geschichte

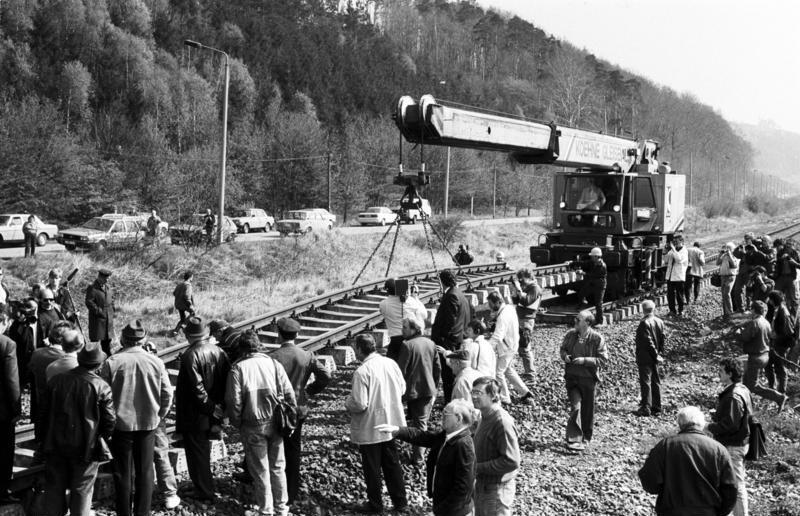
Lückenschluss am Bahnhof Wartha 1990

Am 25. September 1849 wurde das letzte Teilstück der Thüringer Bahn zwischen Eisenach und Gerstungen eröffnet. 1907 wurde die Bahnstrecke von Wartha nach Treffurt fertiggestellt. Bei Wartha wurde in diesem Zuge der Bahnhof Wartha eingerichtet, an dem die neue Strecke von der Thüringer Bahn abzweigte. Züge zwischen Eisenach und Treffurt bzw. Eschwege machten hier Kopf.
Am 8. Mai 1945 kollidierten zwei Güterzüge im Bahnhof und es kam zu einer schweren Explosion, bei der auch das Bahnhofsgebäude Feuer fing und ausbrannte. Mit Schließung der Innerdeutschen Grenze wurde der Bahnhof Grenzbahnhof. Bis zur Fertigstellung der Bahnstrecke Förtha–Gerstungen im Jahre 1963 wurde hier, unmittelbar neben dem Straßengrenzübergang Wartha/Herleshausen, der gesamte Eisenbahngrenzverkehr zwischen Eisenach und Bebra abgewickelt, danach diente der Übergang bis 1978 noch dem Güterverkehr. Neuer Grenzbahnhof wurde nach 1963 der Bahnhof Gerstungen.
1969 wurde die verbliebene Bahnstrecke nach Mihla stillgelegt und abgebaut. Ab 1. August 1978 ruhte mit Einstellung des Güterverkehrs der Eisenbahnbetrieb, lediglich beim Bau der nahegelegenen Werratalbrücke Hörschel der heutigen Bundesautobahn 4 im Jahr 1983 erfolgten noch einzelne Materialtransporte nach Wartha. Die Grenzübergangsstelle am Bahnhof Wartha wurde 1985 demontiert, die Gleisverbindung an der Grenze unterbrochen.
Mit der Öffnung der Innerdeutschen Grenze wurde 1990 die Gleislücke unmittelbar westlich des Bahnhofes geschlossen und die Strecke über Herleshausen nach Gerstungen schrittweise wieder in Betrieb genommen. Der Bahnhof Wartha dient seither als Ausweich- und Überholstelle sowie als Betriebsbahnhof. Zwei der früheren Bahnhofsgebäude sind erhalten geblieben. Eines von ihnen, das frühere Empfangsgebäude, beherbergt technische Anlagen, das ungenutzte zweite ist von Vandalismus gezeichnet und dem Verfall preisgegeben. Eine Nutzung des Bahnhofs im Personenverkehr erfolgt nicht. 2005 wurde auf der Nordseite des Bahnhofs eine Verladestation für Streusalz errichtet. Das Gebäude der Bahnhofsgaststätte wurde abgerissen.

## Galerie

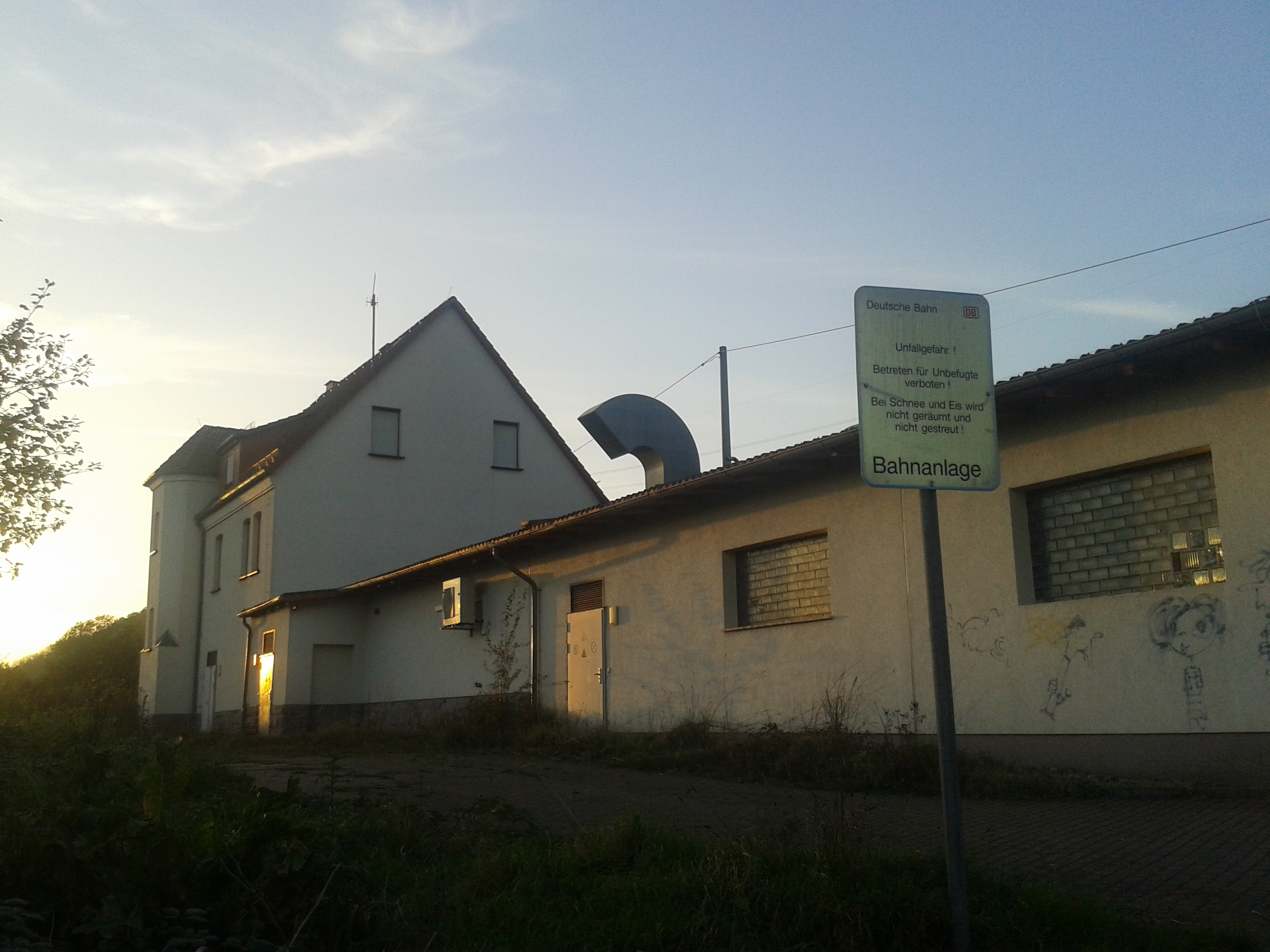
Das frühere Empfangsgebäude
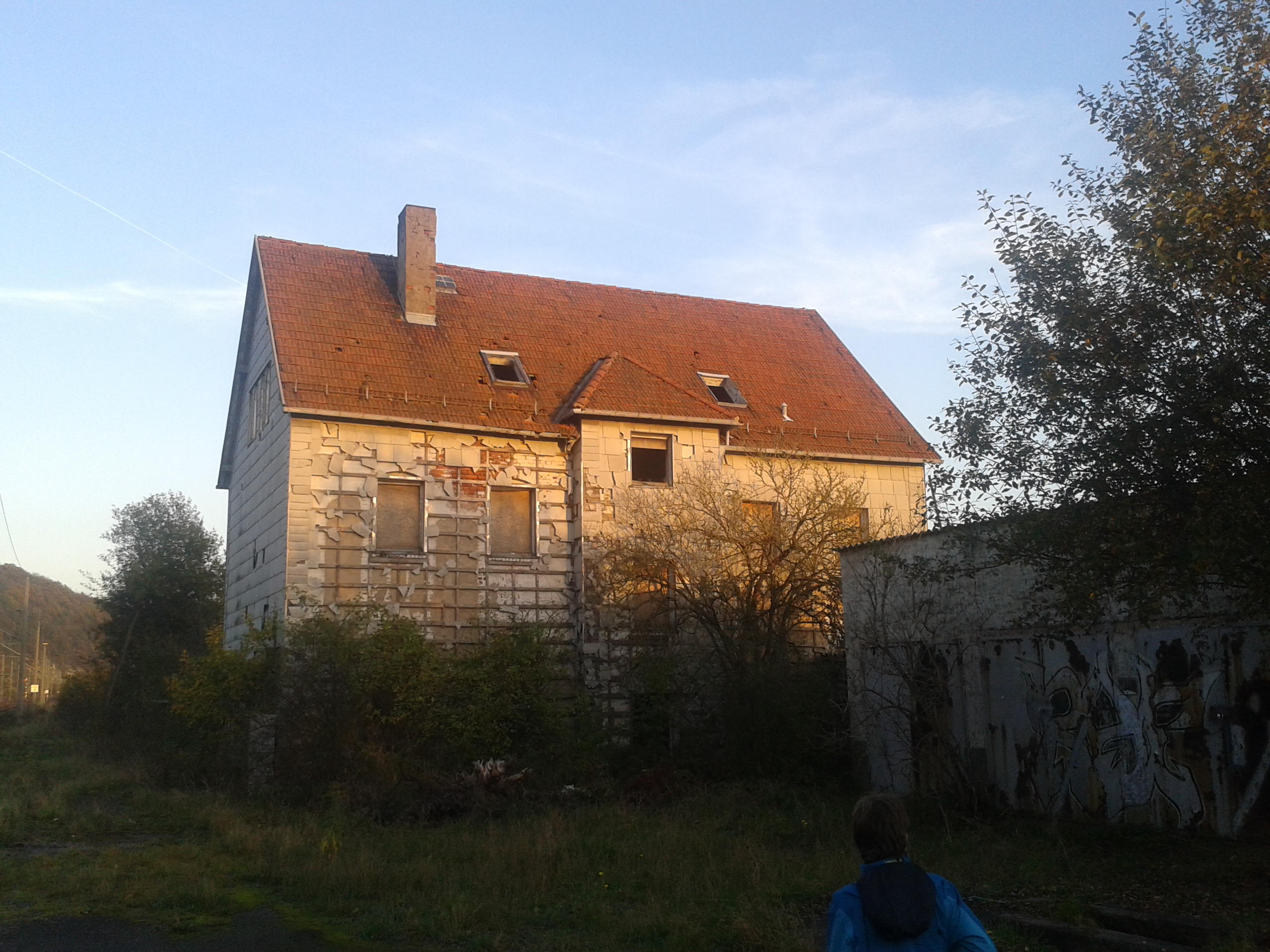
Nebengebäude (ehemalige Bahnhofsgaststätte)